# Loi de Speenhamland
La loi de Speenhamland, communément appelée la « loi sur les pauvres », a été en vigueur dans la majorité de la Grande-Bretagne de 1795 à 1834. Instaurée dans un contexte de forte instabilité sociale (fortement aggravé par l'implication de la Grande-Bretagne dans la Révolution française et les guerres napoléoniennes), elle vise à atténuer la pauvreté qui touche les milieux ruraux d'Angleterre et du pays de Galles,. C'est l'une des nombreuses Poor Laws.

## Principes et fonctionnement de la loi
Cette loi a assuré jusqu'en 1834 un revenu minimum aux pauvres dans chaque paroisse, grâce à l'octroi d'un complément de ressources en numéraire indexé sur le prix du pain (ou du blé), et sur la taille de la famille à prendre en charge. Ce revenu était accordé en plus du salaire versé, lorsque celui-ci ne suffisait pas à assurer l'existence du travailleur.

## Critiques et abrogation
La loi a fait l'objet des critiques des libéraux (dont Morton Eden, Jeremy Bentham et Robert Thomas Malthus), qui l'accusaient de déresponsabiliser l'individu et de favoriser le paupérisme. Ils prétendaient aussi que celle-ci dépréciait la valeur travail.
Le 1er février 1832, la Chambre des communes annonce la mise en place d'une Commission royale, chargée de déterminer comment réformer efficacement le système d'assistance aux pauvres  ,. Le rapport qu'elle remet un an plus tard, en février 1833 se montre particulièrement critique vis-à-vis de la loi de Speenhamland (reprenant les principaux arguments des libéraux), et influence grandement le choix de son abrogation et remplacement par les New Poor Law en 1834.
Par la suite, pendant plus d'un siècle, les économistes et historiens, de tout bord politique, condamneront presque unanimement la loi de Speenhamland. Ainsi, dans le Capital, Karl Marx développe l'idée qu'elle n'aidait les pauvres qu'en apparence, alors que les véritables bénéficiaires en étaient les patrons, plus libres de baisser les salaires.

## Évaluations historiographiques
En 1944, dans son ouvrage phare La Grande Transformation, Karl Polanyi analyse la loi de Speenhamland dans son origine et ses effets, notamment son effet dépressif sur les salaires et sur la productivité, les employeurs n'ayant pas intérêt à proposer des salaires élevés puisque les ressources des employés étaient complétées par la paroisse, et les employés n'ayant pas intérêt à accroître leur productivité. Il voit dans son abolition en 1834, le point de départ du capitalisme industriel comme d'un modèle de société.
La loi a par la suite fait l'objet d'une réévaluation, initiée par les travaux de l'historien Mark Blaug en 1963 et 1964. Il remet en cause la pertinence du rapport de la Commission Royale, soulignant que celui-ci a en grande partie été rédigé avant collecte des données, et que seuls 10% des questionnaires envoyés avaient en réalité reçu une réponse (il considère par ailleurs que la façon dont ont été posées les questions est souvent trop ambiguë ou orientée pour que leurs résultats soient recevables).
Selon l'historien George Boyer (1985), qui parle d'« assurance sociale » avant l'heure ou encore de « welfare state en miniature », le « système des secours » aurait réduit l’incertitude qui caractérisait à la fois la situation de l’ouvrier, susceptible de perdre son emploi, et celle du propriétaire terrien, qui devait trouver régulièrement une main-d’œuvre suffisante. D'autres, comme Eric Hobsbawm, ont parlé d'ancêtre de la « sécurité sociale » .
Robert Castel note que l'abrogation de la loi de Speenhamland laisse place à un nouveau système public de secours qui repose sur la workhouse, "c'est-à-dire sur le travail obligatoire des indigents dans des conditions souvent inhumaines, mais système centralisé, national, qui se veut homogène et qui est financé par des fonds publics". Ce n'est pas une abolition stricte des Poor Laws comme le souhaitait notamment Malthus.